# Musée Ariana
Het Musée Ariana of Musée suisse de la céramique et du verre is een museum in het Zwitserse Genève. Het museum stelt glaswerk en keramiek tentoon en bevindt zich in het Arianapark. Mecenas en verzamelaar Gustave Revilliod liet tussen 1877 en 1884 door architecten Émile Grobéty en Jacques-Élysée Goss een privémuseum bouwen. In 1890 werd het museum aan de stad Genève geschonken. Later werd in hetzelfde park het Palais des Nations opgetrokken. In 1993 werd het museum heropend na twaalf jaar restauratie.